# Carmen Korn
Carmen Korn-Hubschmid (* 28. November 1952 in Düsseldorf) ist eine deutsche Schriftstellerin und Journalistin. Sie schreibt unter ihrem Geburtsnamen Carmen Korn.

## Leben
Carmen Korn, Tochter des Komponisten und Liedtexters Heinz Korn und seiner Ehefrau Anneliese, verbrachte Kindheit und Jugend als älteres von zwei Kindern (ein jüngerer Bruder) in Köln. Sie arbeitete nach ihrer Ausbildung an der Henri-Nannen-Schule in Hamburg als Redakteurin für den „Stern“. In den folgenden Jahren war sie regelmäßig für „Brigitte“, „Viva“ und „Die Zeit“ tätig und begann, Bücher zu schreiben.
Carmen Korn ist mit dem Journalisten und Übersetzer Peter Christian Hubschmid (Sohn von Paul Hubschmid) verheiratet, hat einen Sohn und eine Tochter (Maris) und lebt mit ihrer Familie in Hamburg-Uhlenhorst. Sie ist nach wie vor als freiberufliche Journalistin tätig, widmet sich aber vor allem der Schriftstellerei.

## Auszeichnungen
- 1999 Marlowe – Kategorie Beste Kriminalkurzgeschichte – National der deutschen Raymond-Chandler-Gesellschaft für Tod in Harvestehude. Hamburger Abendblatt, Hamburg (Schwarze Hefte 8) 1998
- 2004 Friedrich-Glauser-Preis – Kategorie Kurz-Krimi des Syndikats für Unter Partisanen. In: Regula Venske (Hrsg.): Du sollst nicht töten. Scherz, Bern u. a. 2003

## Werke

### Kriminalromane

#### Vera-Lichte-Serie
- 2004 Tod eines Klavierspielers. Fischer, Frankfurt/M., ISBN 3-596-16210-6
- 2005 Tod eines Politikers. Fischer, Frankfurt/M., ISBN 3-596-16447-8
- 2005 Tod einer Göttin. Fischer, Frankfurt/M., ISBN 3-596-16642-X
- 2006 Tod eines Träumers. Fischer, Frankfurt/M., ISBN 978-3-596-16793-7
- 2008 Tod eines Heimkehrers. Fischer, Frankfurt/M., ISBN 978-3-596-17546-8

#### Standalones
- 1989 Thea und Nat.[3] Rasch & Röhring, Hamburg, ISBN 3-89136-272-2
- 1992 Das singende Kind. Rasch & Röhring, Hamburg, ISBN 3-89136-437-7
- 2009 Die Katzenfreundin und die Zeichen des Todes. Ellert & Richter, Hamburg, ISBN 978-3-8319-0364-1

#### Kurz-Krimis
- 1998 Der Tod in Harvestehude.[4] Hamburger Abendblatt, Hamburg[5] (Schwarze Hefte 8), ISBN 3-921305-57-8
- 1999 Barmbeker Blues. Hamburger Abendblatt, Hamburg[6] (Schwarze Hefte 15), ISBN 3-921305-71-3
- 2000 Die Liebe in Hohenfelde. Hamburger Abendblatt, Hamburg (Schwarze Hefte 25), ISBN 3-921305-93-4
- 2002 Schlafende Ratten. Hamburger Abendblatt, Hamburg (Schwarze Hefte 40), ISBN 3-921305-00-4
- 2003 Kleine Fische. Hamburger Abendblatt, Hamburg (Schwarze Hefte 52), ISBN 3-921305-19-5
- 2004 Liebesgrüße aus Breslau. Hamburger Abendblatt, Hamburg (Schwarze Hefte 61), ISBN 3-921305-54-3
- 2006 Der Fall der Engel. Edition Nautilus, Hamburg (Kaliber .64), ISBN 3-89401-482-2

#### Krimi-Anthologien
- 1996 Der Karton. In: Ingrid Kahl (Hrsg.): Gute Nacht-Geschichten für Männer, die nicht einschlafen wollen. Klein, Hamburg, ISBN 3-89521-037-4
- 2000 Rickie Underground. In: J. M. Redmann u. a.: Geheimnisvolle Schützen.[7] Eichborn, Frankfurt/M. ISBN 3-8218-0800-4
- 2003 Unter Partisanen. In: Regula Venske (Hrsg.): Du sollst nicht töten. Scherz, Bern u. a.[8] ISBN 3-502-51931-5
- 2003 Mit siebzehn hat man noch Träume. In: Volker Albers (Hrsg.): Mordsjubiläum. Scherz, Bern u. a., ISBN 3-502-51952-8
- 2006 Nur eine Dichterin. In: Jürgen Alberts (Hrsg.): Morden im hohen Norden. Heyne, München, ISBN 978-3-453-43227-7
- 2006 Von den Bergen ans Meer. In: Edith Kneifl (Hrsg.): Mörderisch unterwegs. Milena Wien, ISBN 3-85286-145-4
- 2009 Among Partisans.[9] In: Maxim Jakubowski (Hrsg.): The Mammoth Book Of Best International Crime. Constable and Robinson, London, UK ISBN 978-1-84529-957-6 (englisch)
- 2010 Begegnung in Bern. In: Andreas Izquierdo und Wolfgang Kemmer (Hrsg.): WM blutrot. Kölnisch-Preußische Lektoratsanstalt, Köln, ISBN 978-3-940610-09-6
- 2010 Nur eine Dichterin. In: Günther Butkus und Jobst Schlennstedt (Hrsg.): Mord zwischen den Meeren. Pendragon, Bielefeld, ISBN 978-3-86532-193-0
- 2010 Schwienschiet mit Dill. In: Andreas Izquierdo (Hrsg.): Hamburg Blutrot. Kölnisch-Preußische Lektoratsanstalt, Köln, ISBN 978-3-940610-10-2
- 2011 Schnelle Schnitte. In: Rebecca Gablé & Thomas Hoeps (Hrsg.): Scharf geschossen. KBV, Hillesheim, ISBN 978-3-942446-10-5
- 2013 Die wilde Jagd. In: Anke Gebert und Petra Würth (Hrsg.): Die Liebe ist ein wildes Tier. Ars Vivendi, Cadolzburg, ISBN 978-3-86913-200-6
- 2013 Bis alle Stürm vorübergehn. In: Barbara Krohn (Hrsg.): Regensburger Requiem. KBV, Hillesheim, ISBN 978-3-942446-80-8

### Kinder- und Jugendliteratur

#### Romane
- 2002 Der Mann auf der Treppe. Klopp, Hamburg, ISBN 3-7817-1080-7 (Kinder-Krimi)
- 2005 Das Leben ist eine Wundertüte. Klopp, Hamburg, ISBN 3-7817-1081-5
- 2007 1000 mal du: zwei prickelnd-verrückte Geschichten! (gem. mit Hilke Rosenboom). C. Bertelsmann, München, ISBN 978-3-570-30409-9
- 2009 Herzensjunge. C. Bertelsmann, München, ISBN 978-3-570-30650-5
- 2011 Vorstadtprinzessin. cbt, München, ISBN 978-3-570-16119-7 (All Age-Roman)
- 2013 Dunkle Idylle. dtv, München, ISBN 978-3-423-71564-5

#### Kurzgeschichten
- 2004 Early Birds. In: Regula Venske (Hrsg.): Der ganz normale Wahnsinn. C. Bertelsmann, München,[10] ISBN 3-570-12760-5
- 2005 Das strahlendste Paar der Epoche. In: Leena Flegler und Susanne Stark (Hrsg.): Wie Pech und Schwefel. cbt/cbj, München ISBN 978-3-570-30205-7
- 2005 Die Freiheit der Züge. In: Andreas Schlüter (Hrsg.): Völlig abgefahren. Carlsen, Hamburg, ISBN 3-551-35458-8
- 2007 Heißer Sand. In: Eva-Maria Kulka (Hrsg.): Sommer, Liebe, Ferienflirts. Klopp, Hamburg, ISBN 978-3-7817-0102-1

### Andere

#### Romane
- 2002 Demnächst auf Wolke sieben (gem. mit Christian Pfannenschmidt).[11] Rowohlt, Reinbek, ISBN 3-499-23147-6

#### Jahrhundert-Trilogie
- 2016 Töchter einer neuen Zeit. Kindler, Reinbek bei Hamburg, ISBN 978-3-463-40682-4
- 2017 Zeiten des Aufbruchs. Kindler, Reinbek bei Hamburg, ISBN 978-3-463-40683-1
- 2018 Zeitenwende. Kindler, Reinbek bei Hamburg, ISBN 978-3-463-40684-8

#### Drei-Städte-Saga
- 2020 Und die Welt war jung. ROWOHLT Kindler, Hamburg, ISBN 978-3-499-00409-4
- 2022 Zwischen heute und morgen. ROWOHLT Kindler, Hamburg, ISBN 978-3-463-40705-0

#### Kurzgeschichten
- 1997 Lob des Mannes. In: Horst Treuke (Hrsg.): Was ist dran am Mann?. Rasch & Röhring, Hamburg, ISBN 3-89136-652-3
- 1999 Traum Hochzeiten. In: Regula Venske (Hrsg.): Warum heiraten?. Piper, München, ISBN 3-492-22747-3
- 2000 Eins.Zwei.Drei. In: Ursula Richter, Sybille Wahnschaffe (Hrsg.): Liebesgeschichten am Kamin. Rowohlt, Reinbek, ISBN 3-499-22796-7
- 2000 Tante Sofie. In: Petra Oelker (Hrsg.): Eine starke Verbindung. Rowohlt, Reinbek, ISBN 3-499-22752-5
- 2001 Die Arroganz der Frage. In: Regula Venske (Hrsg.): Warum leben. Scherz, Bern u. a., ISBN 3-502-11785-3
- 2005 Anfang und Abschied. In: Steffen Radlmaier (Hrsg.): Mein Song, Texte zum Soundtrack des Lebens. Ars Vivendi, Cadolzburg, ISBN 3-89716-534-1
- 2018 Weihnachten mit einem Traum. In: Marcus Gärtner und Dinah Fischer (Hrsg.): Weihnachten mit Punkt Punkt Punkt. Rowohlt Polaris, Reinbek bei Hamburg, ISBN 978-3-499-27582-1

#### Essays / Aufsätze / Sonstige
- 1985 Fundsachen No. 2: Gepflegter Herr sucht jungen Mann, der mit ihm Dame spielt. Eichborn, Frankfurt/M., ISBN 3-8218-1940-5 (als Herausgeberin)
- 1997 Herrliche, freie Zeit. In: Schlüter’sche Verlagsanstalt und Druckerei Hannover: Zeitaufnahmen.[12]

### Hörbücher
- 2010 Der Fall der Engel. Gesprochen von Stephan Benson. Gess Audiobooks, Berlin.
- 2016 Töchter einer neuen Zeit. Gekürzte Lesung, gesprochen von Carmen Korn. Random House Audio, München, ISBN 978-3-8371-3708-8
- 2017 Zeiten des Aufbruchs. Gekürzte Lesung, gesprochen von Carmen Korn. Random House Audio, München, ISBN 978-3-8371-3710-1
- 2018 Zeitenwende. Gekürzte Lesung, gesprochen von Carmen Korn. Random House Audio, München, ISBN 978-3-8371-3747-7